# شیلو
شیلو (به آلمانی: Schielo) یک منطقهٔ مسکونی در آلمان است که در هارتسگروده واقع شده‌است. شیلو ۵۷۱ نفر جمعیت دارد.